# Spedizione a Mostaganem (1558)
La spedizione di Mostaganem fu un'operazione militare avvenuta nel 1558, quando le forze spagnole tentarono di catturare la città di Mostaganem, nella moderna Algeria, prendendola agli ottomani. La spedizione era considerata uno step decisivo verso la conquista della base ottomana di Algeri, ma si concluse in un fallimento.

## Antefatto
Il porto di Mostaganem era stato catturato dagli spagnoli nel 1506. Il porto era divenuto pare dei numerosi possedimenti spagnoli nella costa nordafricana che gradualmente dal 1496 erano stati acquisiti dall'Impero spagnolo: Melilla (1496), Mers-el-Kébir (1505), Orano (1509), Béjaïa (1510), Tripoli (1510), Algeri, Shershell, Dellys, Ténès.
Nel 1516, Mostaganem era stata assediata da Hayreddin Barbarossa dalla sua base di Algeri ed era stata conquistata dai turchi che ne rafforzarono subito le difese per contrapporla all'avamposto rivale spagnolo di Orano. Dal 1519, Barbarossa si pose personalmente sotto la protezione degli ottomani, trasformando così Mostaganem in un  dominio ottomano.
Gli spagnoli tentarono nel 1543 e nuovamente nel 1547 di conquistare la città, fallendo e venendo respinti sia dai turchi che dalle forze delle tribù locali.
La spedizione del 1558 per riprendere Mostaganem dagli ottomani fu l'ultima di una serie di successi ottomani nel Mediterraneo, in particolare con l'assedio di Tripoli nel 1551, e l'evacuazione di Al-Mahdiyeh. In concorrenza, i corsari berberi operavano dalla loro base di Algeri.

### Il conflitto ottomano-marocchino
Nel 1556, gli ottomani di Algeri avevano assediato Orano pur non riuscendo a conquistare la fortezza, mentre nel contempo i marocchini avevano avuto la possibilità di catturare la città di Tlemcen ai turchi. Nel 1557, gli ottomani chiesero ufficialmente la sottomissione del Marocco all'Impero ottomano facendo uccidere il regnante marocchino Mohammed ash-Sheikh, che stava collaborando con la Spagna, quando questi si rifiutò.
Nel marzo del 1558, gli ottomani guidati da Hasan Pasha, figlio del Barbarossa e governante di Algeri, invasero il territorio marocchino partendo da Fès ma vennero bloccati dalla battaglia di Wadi al-Laban poco più a nord di Fès. Gli ottomani si ritirarono quando seppero che gli spagnoli stavano preparando un'offensiva ad Orano.

## La spedizione
Un contingente d'élite di 6500 uomini venne inviato da Malaga da Filippo II di Spagna e si concentrò nella base spagnola di Orano per unirsi ai goum marocchini del Caïd di Tlemcen, Abdallah al-Ghalib. Le truppe partirono da Orano il 22 o il 26 agosto 1558.
La spedizione spagnola riuscì in un primo momento a conquistare Mazagran e poi decise di attaccare direttamente Mostaganem, ma venne respinta. A corto di viveri, gli spagnoli vennero inoltre a sapere che Hasan Pasha stava giungendo sul posto da Algeri con 6000 uomini, fatto che diffuse il panico tra le truppe spagnole. Alla fine del conflitto, circa 12 000 soldati spagnoli vennero fatti prigionieri dai turchi. Il conte Alcaudete, governatore di Orano, morì nel corso della spedizione. Suo figlio Don Martín de Córdoba, anch'egli futuro governatore di Orano, venne catturato nel corso dell'operazione e venne imprigionato ad Algeri nel corso del governo del beylerbey Hasan Pasha sino a quando non venne riscattato dagli spagnoli dietro il pagamento della somma di 23 000 scudi.
Il fallimento della spedizione di Mostaganem pose fine all'alleanza tra Spagna e Marocco contro il comune nemico ottomano.